# Acanthophasma varium
Acanthophasma varium är en insektsart som först beskrevs av Chen, S.C. och Yun He He 1992.  Acanthophasma varium ingår i släktet Acanthophasma och familjen Diapheromeridae. Inga underarter finns listade i Catalogue of Life.